# 브레인 배틀
브레인 배틀은 2008년 3월 30일부터 2008년 10월 4일까지 방송된 MBC의 퀴즈 프로그램이다. 일본 후지TV의 네프리그와 같은 형식을 취하고 있는 3d 체험 게임이자 퀴즈 프로그램이다.

## mc
박명수, 박수홍, 정형돈

## 게임 규칙
mc 5명과 게스트 5명이 두 팀으로 나누어서 대결을 펼친다.

### 1라운드-브레인 타워
- 이미지 엘리베이터를 타고 각 층에 있는 이미지의 이름을 맞춘다.
- 맞히면 1층을 올라가며, 못 맞히면 1층부터 다시 한다.
- 오른 층수만큼 10점이 주어진다.

### 2라운드-퍼펙트리그
- 모든 문제의 답은 5글자로 이루어져 있으며, 한 사람이 한 글자씩 답을 적는다.
- 가끔씩 만장일치 퀴즈나, 상의해서 맞히는 순서나열퀴즈도 출제된다.

### 3라운드-공간이동
- 카트를 타고 사칙연산 문제를 풀며 한 사람 당 한 번의 기회가 주어진다.
- 가끔씩 영어와 한문 숫자 연산 문제도 나온다.

### 4라운드-릴레이 폭탄
- 5명의 출연진들이 한 사람 씩 돌아가며 5개 이상 답이 있는 문제를 한 사람 씩 답한다.
- 정답을 맞혀야 다른 사람에게 도전 기회가 돌아가며, 35초 이내로 말해야 한다.

### 5라운드-어드벤처 황금의 성
- 카트를 타고 두 가지 갈림길 중에서 하나를 선택한다.
- 문제는 2지선다이며, 중간에 오답을 고르면 게임이 끝난다.
- 5문제를 모두 맞히면 보물 화면이 나오며, 보너스 점수 100점을 획득하게 된다(한 문제당 20점)
- 문제를 다 풀고 난 다음에, 점수가 높은 팀이 승리하며, 승리한 팀은 점수에 따라 도시락을 본인팀의 이름으로 기증한다.